# Frederik Vilhelm 2. af Mecklenburg-Strelitz
Frederik Vilhelm 2. (tysk: Friedrich Wilhelm II.; født 17. oktober 1819, død 30. maj 1904) var storhertug af det lille storhertugdømme Mecklenburg-Strelitz i Nordtyskland fra 1860 til sin død i 1904.
Han var søn af sin forgænger storhertug Georg 1. af Mecklenburg-Strelitz. Han blev efterfulgt som storhertug af sin søn Adolf Frederik 5.

## Eksterne links
- Wikimedia Commons har flere filer relateret til Frederik Vilhelm 2. af Mecklenburg-Strelitz